# Diocesi di Puerto Cabello
La diocesi di Puerto Cabello (in latino: Dioecesis Portus Cabellensis) è una sede della Chiesa cattolica in Venezuela suffraganea dell'arcidiocesi di Valencia in Venezuela. Nel 2023 contava 260.140 battezzati su 340.158 abitanti. È retta dal vescovo José Antonio Da Conceição Ferreira.

## Territorio
La diocesi comprende i comuni di Puerto Cabello e Juan José Mora nello stato venezuelano di Carabobo.
Sede vescovile è la città di Puerto Cabello, dove si trova la cattedrale di San Giuseppe.
Il territorio si estende su una superficie di 729 km² ed è suddiviso in 20 parrocchie.

## Storia
La diocesi è stata eretta il 5 luglio 1994 con la bolla Sollicitus de spirituali di papa Giovanni Paolo II, ricavandone il territorio dall'arcidiocesi di Valencia in Venezuela.

## Cronotassi dei vescovi
Si omettono i periodi di sede vacante non superiori ai 2 anni o non storicamente accertati.
- Ramón Antonio Linares Sandoval (5 luglio 1994 - 16 luglio 2002 nominato vescovo di Barinas)
- Ramón José Viloria Pinzón, S.O.D. † (5 dicembre 2003 - 13 marzo 2010 dimesso)
- Saúl Figueroa Albornoz (30 aprile 2011 - 25 marzo 2024 ritirato)
- José Antonio Da Conceição Ferreira, dal 25 marzo 2024

## Statistiche
La diocesi nel 2023 su una popolazione di 340.158 persone contava 260.140 battezzati, corrispondenti al 76,5% del totale.
| anno | popolazione | popolazione | popolazione | presbiteri | presbiteri | presbiteri | presbiteri                | diaconi | religiosi | religiosi | parrocchie |
| anno | battezzati  | totale      | %           | numero     | secolari   | regolari   | battezzati per presbitero | diaconi | uomini    | donne     | parrocchie |
| ---- | ----------- | ----------- | ----------- | ---------- | ---------- | ---------- | ------------------------- | ------- | --------- | --------- | ---------- |
| 1999 | 284.000     | 315.000     | 90,2        | 15         | 7          | 8          | 18.933                    |         | 13        | 16        | 14         |
| 2000 | 291.000     | 323.000     | 90,1        | 16         | 9          | 7          | 18.187                    |         | 12        | 14        | 14         |
| 2001 | 270.000     | 300.000     | 90,0        | 16         | 9          | 7          | 16.875                    |         | 11        | 16        | 15         |
| 2002 | 270.000     | 300.000     | 90,0        | 15         | 11         | 4          | 18.000                    |         | 8         | 17        | 15         |
| 2003 | 270.000     | 300.000     | 90,0        | 14         | 10         | 4          | 19.285                    |         | 8         | 17        | 18         |
| 2004 | 270.000     | 300.000     | 90,0        | 15         | 11         | 4          | 18.000                    |         | 8         | 17        | 18         |
| 2013 | 313.000     | 346.000     | 90,5        | 21         | 19         | 2          | 14.904                    |         | 5         | 12        | 19         |
| 2016 | 325.000     | 361.000     | 90,0        | 24         | 22         | 2          | 13.541                    |         | 3         | 11        | 20         |
| 2019 | 337.100     | 373.600     | 90,2        | 23         | 21         | 2          | 14.656                    |         | 3         | 10        | 20         |
| 2021 | 345.400     | 382.790     | 90,2        | 20         | 20         |            | 17.270                    |         | 1         | 10        | 20         |
| 2023 | 260.140     | 340.158     | 76,5        | 20         | 19         | 1          | 13.007                    |         | 2         | 9         | 20         |